# El Sistema
El Sistema («Система») — государственная система музыкального образования в Венесуэле, созданная музыкантом и экономистом Хосе Антонио Абреу (1939—2018) в 1975 году. До недавних пор официальным названием этой общественной образовательной программы было Fundación del Estado para el Sistema Nacional de las Orquestas Juveniles e Infantiles de Venezuela (Национальная система молодёжных и детских оркестров Венесуэлы), которое было изменено на Fundación Musical Simón Bolívar («Музыкальный фонд Симона Боливара»).
El Sistema является государственным фондом, в ведении которого находятся 125 молодёжных хоров и оркестров (из них 30 симфонические), а также различные музыкальные школы, в которых обучаются члены оркестров. Количество студентов в рамках «Системы» превышает 350 тысяч человек.
Значение данной образовательной программы не сводится лишь к художественному развитию детей и подростков. Она также является своеобразным социальным лифтом, так как большинство молодых людей происходят из наиболее бедных слоёв населения. Таким образом, музыкальное образование становится также средством интеллектуального развития и социального роста.

## История

### Идея Хосе Антонию Абреу
«Музыка должна рассматриваться в качестве инструмента общественного развития в самом высоком смысле, ибо она проповедует высшие ценности: солидарность, гармонию, сострадание. Музыка обладает возможностью объединять людей, выражать тончайшие чувства».
За последние 35 лет, пока Хосе Антонио Абреу руководил «Системой», в Венесуэле сменился не один лидер и не одно правительство, однако ему всегда удавалось получать поддержку и финансовую помощь от каждого из них. Сочетая политическую мудрость с огромной самоотдачей, Абреу посвятил свою жизнь воплощению утопической мечты, согласно которой оркестр представляет собой модель идеального общества, и чем раньше дети будут погружены в такое общество, тем лучше для всех.
Одной из целей «Системы», находящейся в наши дни в ведении Министерства здравоохранения и социального развития Венесуэлы, является помощь молодым людям, склонных в силу различных обстоятельств к асоциальным и криминальным паттернам поведения.

## Молодёжный оркестр Симона Боливара
Одним из важных результатов «Системы» Абреу является молодёжный симфонический оркестр Симона Боливара, дебютировавший в Карнеги-холле в 2007 году под управлением Густаво Дудамеля. Это событие вызвало массу положительных откликов, и оркестр быстро снискал славу и международное признание.

## El Sistema в других странах
Успех «Системы» и её образовательная и социальная эффективность вдохновили политиков многих других стран на попытку воплощения подобной инициативы в своих государствах.
Своя «Система» была создана в Шотландии за счёт средств Шотландского совета искусств.
В 2007 году английское правительство выделило 332 миллиона фунтов стерлингов для развития образовательной программы, подобной венесуэльской «Системе».
Подобные инициативы также воплощаются в таких странах, как США, Испания, Индия и во многих других.
В 2010 году было объявлено о создании аналога El Sistema в Италии.

## Премии и награды
Некоторые из наград, полученных организацией за время её существования:
- 1993 — Международная музыкальная премия ЮНЕСКО
- 2008 — Премия Глена Гульда
- 2008 — Премия принца Астурийского
- 2009 — Премия TED